# Kościół św. Wawrzyńca w Mącznikach
Kościół świętego Wawrzyńca w Mącznikach – rzymskokatolicki kościół parafialny należący do parafii pod tym samym wezwaniem (dekanat średzki archidiecezji poznańskiej).

## Historia
Jest to świątynia wzniesiona około 1700 roku. Ufundowana została przez Hieronima Wierzbowskiego, sufragana wielkopolskiego. W 1903 roku została dobudowana murowana kruchta.

## Architektura i wyposażenie
Budowla jest drewniana, jednonawowa, wybudowana została w konstrukcji mieszanej zrębowej i szkieletowej. Świątynia jest orientowana. Jej prezbiterium jest mniejsze w stosunku do nawy, zamknięte jest trójbocznie, z boku umieszczona jest zakrystia. Od frontu nawy znajduje się wyżej wspomniana murowana kruchta. Świątynię nakrywa dach dwukalenicowy pokryty dachówką, na dachu jest umieszczona niewielka, kwadratowa wieżyczka na sygnaturkę z krzyżem. Wnętrze jest nakryte: pozornym sklepieniem kolebkowym w prezbiterium i stropem płaskim z fasetą w nawie. Chór muzyczny jest podparty dwoma słupami. Belka tęczowa jest ozdobiona rzeźbami Matki Boskiej i Świętego Jana z XVII wieku oraz krucyfiksem z XVIII wieku. Ołtarz główny w formie tryptyku późnorenesansowego powstał na początku XVII wieku. Ołtarze boczne są dwa: jeden w stylu późnobarokowym, wykonany w 1770 roku i rokokowym. Ambona w stylu późnobarokowym pochodzi z około 1700 roku. Chrzcielnica późnogotycka z piaskowca powstała w XVI wieku.